# Lista do Patrimônio Mundial na Nigéria
A Organização das Nações Unidas para a Educação, a Ciência e a Cultura (UNESCO) propôs um plano de proteção aos bens culturais do mundo, através do Comité sobre a Proteção do Património Mundial Cultural e Natural, aprovado em 1972. Esta é uma lista do Patrimônio Mundial existente na Nigéria, especificamente classificada pela UNESCO e elaborada de acordo com dez principais critérios cujos pontos são julgados por especialistas na área. A Nigéria, berço e confluências de diversas culturas subsaarianas de enorme relevância e contribuição para o continente como um todo, ratificou a convenção em 23 de outubro de 1974, tornando seus locais históricos elegíveis para inclusão na lista.
O sítio Paisagem Cultural de Sukur foi o primeiro sítio da Nigéria designado Patrimônio Mundial pela UNESCO por ocasião da 23ª Sessão do Comité do Patrimônio Mundial, realizada em Marraquexe (Marrocos). Desde a mais recente adesão, a Nigéria conta com dois sítios inscritos na lista do Patrimônio Mundial, sendo ambos os sítios de classificação cultural e situados inteiramente no território do país. Além da lista contemplada pela UNESCO, a Nigéria conta ainda com uma Lista Indicativa composta por 13 sítios, 7 de interesse cultural, 3 de interesse natural e 3 de classificação mista. 

## Bens culturais e naturais
A Nigéria conta atualmente com os seguintes lugares declarados como Patrimônio da Humanidade pela UNESCO:
| | Paisagem Cultural de Sukur |
| Bem cultural inscrito em 1999. |                            |
| Localização: Adamawa |                            |
| O palácio do hidi (chefe) erguido em uma posição dominante no topo de uma colina, as aldeias circundantes, as culturas de terraço e seus símbolos sagrados, e os vestígios onipresentes da crescente atividade siderúrgica do passado compõem essa paisagem cultural, que é a expressão viva e intacta da cultura material e espiritual da sociedade que a criou séculos atrás. (UNESCO/BPI) |                            |

| | Bosque Sagrado de Oxum-Oxobô |
| Bem cultural inscrito em 2005. |                              |
| Localização: Oxum |                              |
| Localizada na periferia da cidade de Oshogbo e franzida pelos sinuosos sinuosos de um rio, a floresta sagrada de Ochún é um dos últimos resíduos florestais primários remanescentes no sul da Nigéria. Considerado morada de Ochún, deusa da fertilidade, este local abriga esculturas e santuários dedicados a esta e outras diágios dos iorubás. É provavelmente a última das florestas sagradas deste grupo étnico e, portanto, tornou-se um símbolo de sua identidade. O local atesta a prática – difundida em outros tempos – de consagrar florestas às diávolas nas proximidades de todos os assentamentos da população. (UNESCO/BPI) |                              |

## Lista Indicativa
Em adição aos sítios inscritos na Lista do Patrimônio Mundial, os Estados-membros podem manter uma lista de sítios que pretendam nomear para a Lista de Patrimônio Mundial, sendo somente aceitas as candidaturas de locais que já constarem desta lista. Desde 2020, a Nigéria possui 14 locais na sua Lista Indicativa.
| Sítio                                                 | Imagem | Localização      | Ano  | Dados UNESCO               | Descrição |
| ----------------------------------------------------- | ------ | ---------------- | ---- | -------------------------- | --- |
| Iya de Benim / Eredo de Sungbo                        |        | Ogun             | 1995 | Cultural: (ii)(iii)(iv)(v) | Um complexo de terraplanagem comunitária de 6.500 km² percorre aproximadamente 16.000 km na área de floresta tropical do Benim. O núcleo deste complexo é constituído por pequenos povoados com estreitos cordões sanitários ("terras de ninguém") e datam do século VIII. |
| Parque Nacional Gashaki-Gumpti                        |        | Taraba / Adamawa | 1995 | Natural: (vii)(x)          | O maior e mais diversificado parque nacional da Nigéria está situado em meio a paisagens espetaculares com os picos mais altos do país, Chappal Waddi ("Montanha da Morte") a 2.400 metros e Chappal Hendu ("Montanha do Vento") a 2.030 metros. A vegetação consiste em um intrincado mosaico de savana guineense, floresta de galeria, floresta montanhosa e pastagens montanhosas. A região abriga algumas das maiores populações de primatas da África Ocidental, incluindo chimpanzés. |
| Kwiambana e Ningi                                     |        | Kogi             | 1995 | Cultural: (ii)(iii)(iv)    | As ruínas de Kwiambana situam-se sobre um inselbergue de granito de duas pontas no que era até recentemente uma área relativamente inacessível da Reserva de Caça do Kwiambana. As estruturas de barro bem preservadas são cercadas por um aterro de cinco a sete metros de altura e um fosso que se transforma em uma parede de blocos de barro com fendas onde a parede circular passa sobre a rocha nua e é uma parede de cascalho natural ao longo de muitos outros trechos. Há muros baixos de pedra livre que cercam a encosta íngreme da colina e vários locais planos onde as casas podem ter sido construídas |
| Delta do Níger                                        |        | Bayelsa          | 1995 | Natural: (x)               | O Delta do Níger é delimitado por um profundo cinturão de manguezais, que protege vastas áreas pantanosas interiores de água doce. A vegetação de raízes fornece um habitat rico para uma ampla gama de flora e fauna, muitas das quais ainda se encontram sob estudo científico. |
| Colinas de Oban                                       |        | Rio Cross        | 1995 | Natural: (viii)(ix)(x)     | A floresta tropical das Colinas de Oban está localizada na parte sul do Parque Nacional de Rio Cross, no sudeste da Nigéria, e faz fronteira com o Parque Nacional de Korup (nos Camarões). As colinas íngremes são cobertas por uma antiga floresta tropical biafrana. |
| Oyó Antiga                                            |        | Oió              | 1995 | Cultural: (ii)(v)          | Oyó Antig é o local de uma grande cidade abandonada por volta de 1837. O antigo complexo palaciano e um antigo reservatório de água estão localizados dentro da área de 200 hectares cercada por uma parede de 7,5 quilômetros. Toda a cidade é cercada por muralhas concêntricas, sendo repleta de ruínas de terracota anteriores. |
| Monte Idanre                                          |        | Ondô             | 2007 | Cultural: (ii)(iii)(v)     | A colina de Oke Idanre consiste em um alto planalto com vales intercalados por inselbergues a aproximadamente 3.000 pés acima do nível do mar. A paisagem cultural inclui construções palacianas, santuários e túmulos. A região também apresenta características biofísicas e de solo muito importantes cuja interação com as características físicas criou uma paisagem cultural duradoura. |
| Rota dos escravos Long Juju em Arochukwu              |        | Abia             | 2007 | Cultural: (iii)(vi)        | Através da manipulação de seu oráculo central Ibini Ukpabi (conhecido pelos britânicos como "Long Juju"), os Aros estabeleceram um sistema judicial unificado em toda as comunidades Igbos. Milhares destes cidadãos se dirigiam até a região buscando a confiabilidade do oráculo. Os que eventualmente se encontrassem culpados pela crença divinatória eram vendidos como escravos pelos sacerdotes. |
| Muralhas da Cidade Antiga de Cano e sítios associados |        | Cano             | 2007 | Cultural: (iii)(v)(vi)     | As antigas muralhas da cidade de Cano são uma estrutura defensiva de 14 quilômetros de raio, enquanto os sítios associados incluem a colina de Dala, o mercado de Kurmi e o palácio do emir. As antigas muralhas da cidade de Cano foram construídas para fornecer segurança para a crescente população. A fundação para a construção do muro foi lançada por Sakri Gijimasu de 1095 a 1134 e foi concluída em meados do século XIV durante o reinado de Zamnagawa. No século XVI, as muralhas foram ampliadas para o seu tamanho atual. Os portões são tão antigos quanto os muros e eram usados para controlar a circulação de pessoas dentro e fora da cidade.                                                             |
| Paisagem cultural de Surame                           |        | Socoto           | 2007 | Misto: (i)(vii)            | O antigo Reino de Surame existiu por volta dos séculos XV e XVI. Constitui um sítio proposto único com uma área de cerca de 9 km², onde um terço das relíquias apresentam vestígios de assentamentos humanos como fundações de edifícios hauçás, ruínas de recintos compostos, muralhas de pedras e sistemas de poços. Outras características do local são as muralhas, fornos e a localização destacada dos baobás. |
| Monólitos de pedra de Alok Ikom                       |        | Rio Cross        | 2007 | Cultural: (i)(iii)         | Os monólitos de pedra de Alok Ikom apresentam uma forma de escrita e um complexo sistema de informações codificadas. Embora pareçam compartilhar as mesmas características gerais, cada pedra é única em comparação com todas as outras pedras em seu formato e execução. As imagens geométricas nos monólitos sugerem que seus criadores possuíam mais do que conhecimentos básicos de matemática, não apenas pela geometria, mas também pela óbvia implicação de que havia cálculos e números na disposição das pedras. |
| Cavernas de Ogbunike                                  |        | Anambra          | 2007 | Misto: (vi)(vii)           | As Cavernas de Ogbunike estão associadas à tradições vivas que remontam à ocupação humana secular na região, reforçando o seu caráter histórico e espiritual. O festival Ime Ogbe é celebrado anualmente em comemoração à descoberta das cavernas. A biodiversidade manteve-se quase intacta e é atestada pela presença de florestas primárias ao redor das cavernas. O rio Nkisa, para onde afluem as águas das cavernas, forma uma laguna de alta temperatura. |
| Paisagem cultural do Lago Chade                       |        | Borno            | 2018 | Misto: (ii)(iii)(vii)(ix)  | O Lago Chade tem a particularidade de ser coberto por centenas de ilhas, muitas das quais são habitadas por diferentes comunidades (Kotoko, Mouloui, Barma, Boulala, Babalia, Kanembou, Hauçás, dentre outros) que sobrevivem dos seus recursos e perpetuam modos de vida distintos garantindo sua resiliência. Esta convivência entre o homem e a natureza, que perdura há séculos, fornece uma verdadeira dimensão de paisagem cultural a este imenso lago. A presença humana ao redor do lago remonta ao Paleolítico. A civilização Sao, a mais antiga da região, designa basicamente um grupo de populações que teriam migrado do Vale do Nilo e que teriam povoado os arredores do Lago Chade por volta do século V a.C. |
| Parques nacionais de Rio Cross–Korup–Takamanda        |        | Rio Cross        | 2020 | Natural: (ix)(x)           | Os Parques Nacionais Cross River-Korup-Takamanda estão localizados entre o rio Cross (no sudeste da Nigéria) e o rio Sanaga (no oeste dos Camarões). A área destaca-se biogeograficamente por ser um reduto de considerável riqueza de espécies centrada no Planalto Ocidental camaronês, uma cadeia descontínua de montanhas e planaltos de origem vulcânica que se estende por aproximadamente 14.000 km² na fronteira entre os dois países. As formas de relevo altamente complexas da área incluem vários ecossistemas de planície, como manguezais costeiros e florestas de savana interior. |